# بلک‌فیلد ۵
بلک‌فیلد ۵ (انگلیسی: Blackfield V) پنجمین آلبوم استودیویی از گروه موسیقی آرت راک بلک‌فیلد است که بیش از یک سال و در بین سال‌های ۲۰۱۵ تا ۲۰۱۶ ضبط شده‌است. این آلبوم که در ابتدا برای انتشار در ۱۸ نوامبر ۲۰۱۶ در نظر گرفته شده بود، بعداً برای انتشار به ۱۰ فوریه ۲۰۱۷ به تأخیر افتاد. این آلبوم، پنجمین مورد بین همکاری موسیقایی بین استیون ویلسون و آویو گفن است و سومین بار است که به عنوان یک همکاری مشترک بین این دو منتشر شده‌است.
گروه آلبوم را به عنوان یک آلبوم مفهومی شل با مضمون اقیانوس و چرخه زندگی توصیف می‌کند که در سیزده قطعه و تقریباً ۴۵ دقیقه موسیقی جریان دارد.

## فهرست قطعه‌ها
| شماره      | نام                    | نویسنده(ها)            | رهبر آواز        | مدت   |
| ---------- | ---------------------- | ---------------------- | ---------------- | ----- |
| ۱.         | «A Drop in the Ocean»  | آویو گفن استیون ویلسون | (بی‌کلام)         | ۱:۲۳  |
| ۲.         | «Family Man»           | گفن                    | ویلسون           | ۳:۳۷  |
| ۳.         | «How Was Your Ride?»   | گفن                    | ویلسون           | ۳:۵۸  |
| ۴.         | «We'll Never Be Apart» | گفن                    | گفن              | ۲:۵۴  |
| ۵.         | «Sorrys»               | گفن                    | گفن              | ۲:۵۸  |
| ۶.         | «Life Is an Ocean»     | گفن ویلسون             | گفن ویلسون       | ۳:۲۶  |
| ۷.         | «Lately»               | گفن                    | ویلسون الکس موشی | ۳:۲۴  |
| ۸.         | «October»              | گفن                    | ویلسون           | ۳:۳۱  |
| ۹.         | «The Jackal»           | گفن                    | گفن ویلسون       | ۳:۵۶  |
| ۱۰.        | «Salt Water»           | گفن                    | (بی‌کلام)         | ۲:۳۹  |
| ۱۱.        | «Undercover Heart»     | گفن                    | گفن              | ۴:۰۲  |
| ۱۲.        | «Lonely Soul»          | گفن                    | گفن موشی         | ۳:۴۲  |
| ۱۳.        | «From 44 to 48»        | ویلسون                 | ویلسون           | ۴:۳۱  |
| مجموع مدت: | مجموع مدت:             | مجموع مدت:             | مجموع مدت:       | ۴۴:۰۱ |

## جدول‌ها
| جدول (۲۰۱۷)                            | اوج موقعیت |
| -------------------------------------- | ---------- |
| آلبوم‌های اتریشی (آلبوم‌های او۳)         | ۴۶         |
| آلبوم‌های بلژیکی (اولتراتاپ فلاندرز)    | ۱۱۵        |
| آلبوم‌های بلژیکی (اولتراتاپ والونیا)    | ۱۱۸        |
| آلبوم‌های هلندی (جدول‌های هلند)          | ۱۶         |
| آلبوم‌های فنلاندی (جدول رسمی فنلاند)    | ۴۳         |
| آلبوم‌های فرانسوی (اس‌ان‌ئی‌پی)            | ۱۵۵        |
| آلبوم‌های آلمانی (۱۰۰ آلبوم برتر رسمی)  | ۱۳         |
| آلبوم‌های لهستانی (زدپی‌ای‌وی)            | ۱۶         |
| آلبوم‌های اسکاتلندی (شرکت جدول‌های رسمی) | ۳۸         |
| آلبوم‌های سوئیسی (جدول موسیقی سوئیس)    | ۴۸         |
| آلبوم‌های بریتانیا (شرکت جدول‌های رسمی)  | ۵۴         |